# Chrosioderma
Chrosioderma là một chi nhện trong họ Sparassidae.